# 旭川市旭山動物園
旭川市旭山動物園（日语： asahikawashi asahiyama dōbutsuen ?）位於日本北海道旭川市，緊鄰旭山公園，由旭川市管理运营。旭山動物園是日本的動物園中位置最北的动物园。公园的主题为“传递生命”（生命を伝えること）。1994年園內出現西部低地大猩猩和环尾狐猴依次因棘球蚴病死亡，因而導致1996年度入園人數達到歷史最低，只有約26萬人。2006年，旭山動物園從十年前的接近廢園轉變成為當年入園人數日本第一，獲得第54回菊池寬獎。